# NGC 755
NGC 755 is een balkspiraalstelsel in het sterrenbeeld Walvis. Het hemelobject werd op 10 januari 1785 ontdekt door de Duits-Britse astronoom William Herschel.

## Synoniemen
- NGC 763
- PGC 7262
- MCG -2-6-5
- KUG 0153-093
- IRAS01538-0918